# فابيو ميلو
فابيو ميلو (بالبرتغالية: Fábio Mello؛ مواليد 28 يونيو 1975) هو مُقاتل فنون قتالية مختلطة برازيلي سابق.

## وصلات خارجية
- فابيو ميلو على موقع بيلاتور (الإنجليزية)
- فابيو ميلو على موقع شيردوغ (الإنجليزية)
- فابيو ميلو على موقع IMDb (الإنجليزية)